# Paulo II de Antioquia
Paulo II de Antioquia, dito o Judeu, foi o patriarca de Antioquia entre 518 e 521. Após a deposição do monofisista Severo ter sido deposto pelo imperador bizantino Justino I, os calcedonianos elegeram Paulo como seu sucessor. Severo continuou sendo tido como patriarca pelos ortodoxos sírios, dando início ao cisma que perdura até os dias de hoje. Paulo foi atacado pelo teólogo ortodoxo sírio Filoxeno de Hierápolis numa carta enviada aos monges de Teleda. 

## Perseguições
Paulo liderou as perseguições aos não calcedonianos que se iniciaram na região e que derrubaram diversos bispos de suas sés, além de provocar uma intensa reação dos monges que viviam no deserto ou nos mosteiros (cenobitas), que se uniram em torno da causa não calcedoniana. Paulo terminou abdicando ao cargo por causa de problemas em sua vida pessoal. 